# Canal de São Jorge (Papua-Nova Guiné)

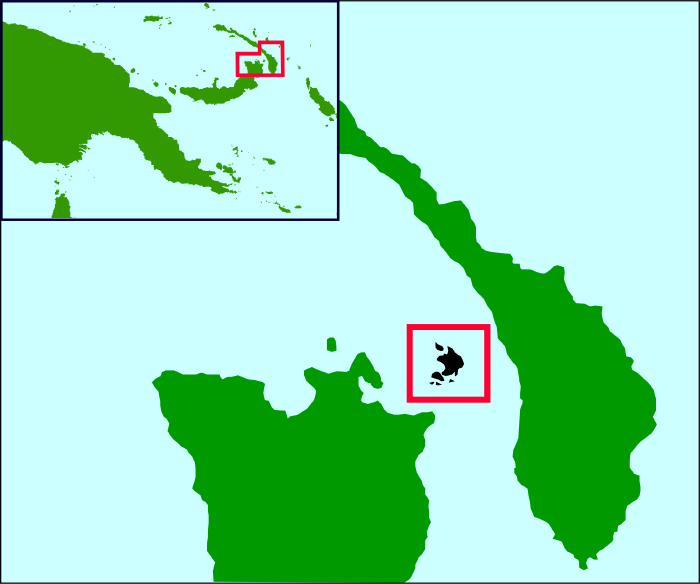
As ilhas Duque de Iorque ficam neste canal

O Canal de São Jorge é um estreito que separa as ilhas Nova Bretanha e Nova Irlanda, na Papua-Nova Guiné. É assim denominado por analogia com o Canal de São Jorge, que separa a Grã-Bretanha da Irlanda.
O canal liga o mar de Bismarck, a norte, com o mar de Salomão, a sul. 
William Dampier descobriu este canal que julgou ser uma baía, e que designou Baía de São Jorge, mas foi o explorador inglês Philip Carteret que o atravessou por inteiro pela primeira vez, aquando da sua volta ao mundo (1766-1769) e lhe deu o nome que hoje tem.